# Plataforma virtual didáctica
Una plataforma virtual didáctica es un programa que engloba diferentes tipos de herramientas destinadas a fines docentes. Son sistemas de gestión de aprendizaje, que permiten distribuir y controlar diversos tipos de contenidos y recursos educativos, utilizando como base un entorno compartido de colaboración. Buscan representar la acción educativa en su conjunto a través de una serie de herramientas y recursos didácticos que ofrecen el soporte tecnológico necesario, tanto a docentes como discentes, para llevar a la práctica las distintas fases del proceso de enseñanza-aprendizaje a través de Internet.
Estas plataformas pueden utilizarse para gestionar de manera integral formaciones a distancia o como un complemento de la docencia presencial, aunque, cada vez más, se emplean también para crear espacios de discusión y trabajo para grupos de investigación o para implementar comunidades virtuales y redes de aprendizaje en torno a temas de interés común. Las plataformas virtuales didácticas facilitan los procesos educativos entre el alumnado y el equipo docente, de forma sincrónica y/o asincrónica.
Existen dificultades en algunas sociedades y/o regiones del mundo para acceder a las tecnologías de la información y comunicación, y para la utilización de estas plataformas. A este fenómeno se le conoce como brecha digital.

## Definición y terminología
La plataforma virtual didáctica se define como una función pedagógica de todos los dispositivos creados por la tecnología, como medio de comunicación empleados para la enseñanza-aprendizaje con el fin de ofrecer una educación de calidad. Es decir, un entorno de trabajo en línea donde se comparten recursos para trabajar a distancia o en forma semipresencial, la  cual  debe  poseer  unas  herramientas  mínimas  para  su  funcionamiento  divididas en: herramientas de gestión de contenidos, comunicación y colaboración, seguimiento y evaluación, administración y complementarias.
Por lo tanto, las plataformas virtuales didácticas también se conocen como sistemas gestores de contenidos de aprendizaje. Estos gestores de contenido son un tipo de software  que permite llevar a cabo acciones de formación en línea a través de espacios de trabajo compartidos para el intercambio de contenidos, información y herramientas para facilitar el trabajo colaborativo como chats, correos, foros de debate, videotutoriales, wikis, etc. En la mayoría de casos también proporcionan numerosos recursos educativos abiertos (REA).
Las plataformas virtuales fueron creadas en su mayoría para realizar la función de organizar cursos académicos teniendo en cuenta que en ellas, los estudiantes son capaces de tomar el control de su propio aprendizaje así como gestionarlo teniendo como consecuencia que los estudiantes pueden determinar sus propios objetivos de aprendizaje. Este uso de plataformas educativas han sido incorporadas de manera mayoritaria en la etapa de educación superior siendo conscientes de la existencia actual de la necesidad de formar tanto a docentes como alumnos en un uso social, cultural, pedagógico y didáctico de las nuevas tecnologías y no únicamente en el uso técnico o instrumental que nos puedan aportar.
Generalmente, estas plataformas buscan dar servicio a los administradores de instituciones académicas, profesorado, alumnado y familias, estando todos ellos registrados con un nombre de usuario y una contraseña con los que pueden acceder libremente. De este modo, se constituye un entorno educativo de trabajo e interacción cerrado y controlado. Si se aprovecha bien esta posibilidad, el rol de la instrucción virtual pasa de ser una simple transmisión de información a convertirse en una serie de procesos que estimulen el pensamiento crítico. Como funciones principales  de una plataforma didáctica virtual destacan:
- Gestión y administración de contenidos y recursos, manteniendo la comunicación entre docentes y discentes en contextos de formación en línea.
- Complemento a la instrucción tradicional en distintos situaciones y contextos de aprendizaje utilizando para ello la tecnología (aprendizaje semipresencial).
- El soporte de distintas herramientas que favorecen actividades como debates o grupos de investigación, entre otras.[12]

Las plataformas virtuales nos permiten aprender de diferentes formas:
- De manera individual, dónde el alumnado puede aprender de manera autónoma utilizando los recursos que le ofrece el profesorado de manera virtual, como textos, audiolibros, videos ...

- De manera colectiva, proponiendo y contrastando ideas a través de debates entre compañeros/as o diferentes chats y foros.

Siempre bajo la supervisión del personal docente.

## Historia
En la década de los años 80; la llegada de los sistemas informáticos al ámbito doméstico y la aparición de los primeros ordenadores personales promoverán el aprendizaje autónomo e individualizado, teniendo los educadores más innovadores una nueva herramienta con la que trabajar. Esto abrirá una alternativa al modelo formativo hasta ese momento imperante centrado en el instructor como transmisor del conocimiento., Sin embargo, este nuevo modelo no se extenderá hasta la comercialización de los CD-ROMs, a partir de los años 1990-1994, en un intento de hacer visualmente más atractivos los cursos basados en el empleo de los ordenadores.
En la primera mitad de la década de los 90 se generan una gran cantidad de cursos que por su extensión pueden distribuirse en formato CD-ROM, los cuales abarcan cualquier área del conocimiento. Sin embargo, a pesar de las facilidades que este tipo de productos ofrecen en el aprendizaje autónomo, el contacto con el instructor resulta prácticamente nulo: el estudiante interactúa solo con el ordenador. Asimismo, las presentaciones tienen una apariencia poco dinámica y atractiva, propiciando una enseñanza lenta y costosa para el interesado. Estos fallos llevarán a los formadores a buscar nuevas opciones.
La solución a estos problemas llegará en la segunda mitad de la década de los 90 con el surgimiento del e-learning, el cual incluirá en su funcionamiento internet. Esta nueva modalidad formativa a distancia apoyada en la red facilitará la comunicación entre el profesor y los alumnos a través de determinadas herramientas de comunicación sincrónicas y asincrónicas. Se evitará, de este modo, uno de los inconvenientes de los cursos presentados en formato CD-ROM.
Desde mediados de los años 90 comienzan a surgir plataformas didácticas que permiten la creación y la gestión de cursos completos para la web sin que sean necesarios conocimientos profundos de programación o de diseño gráfico. Uno de los principales hitos en este período será el lanzamiento de SCORM del Departamento de Defensa de los Estados Unidos, más concretamente de ADL NET (Advanced Distributed Learning). Se trata de un conjunto de estándares y especificaciones que permiten crear material pedagógico en línea con la posibilidad de importar, reutilizar y compartir.
En los primeros años del segundo milenio comienza a ganar relevancia el aprendizaje semipresencial, consistiendo en el uso de webs con material ya sea mediante audio, video o texto complementando una clase presencial, se empieza a hablar, pues, de blended learning, un aprendizaje mixto entre la "presencialidad" y la virtualidad. También comienzan a desarrollarse los primeros sistemas de gestión de aprendizaje(SGA), herramientas para crear de manera muy intuitiva espacios de enseñanza virtuales, siendo Moodle (2002) el ejemplo más conocido.
Será también en este momento cuando la enseñanza en línea comience a utilizar los beneficios y las posibilidades de los nuevos móviles inteligentes, dándose el aprendizaje en cualquier lugar y momento, conocido por muchos como aprendizaje ubicuo o mobile learning. Surge, entonces, la necesidad de generar entornos de aprendizaje más completos, cuya evolución desde ese momento será constante, incluyendo cada vez más tecnologías de información y comunicación, generando así contenidos más interactivos. Durante estos años también se asentarán otros SGAs importantes como Proyecto Sakai (2005) o Chamilo (2010).
A partir del año 2010, el uso de las aulas virtuales diseñadas a través de estos sistemas de gestión de aprendizaje ha ido aumentando significativamente; un ejemplo de ello es la oferta académica en línea que ofrecen las universidades, pues el uso de estas herramientas repercute de manera beneficiosa en el proceso de aprendizaje de los nuevos alumnos. Pero el empleo de estas plataformas no se ha ceñido a la formación online, sino que se ha implementado también en la enseñanza presencial. Durante estos años y hasta la actualidad, el objetivo de los formadores ha sido el de mejorar la calidad de estas plataformas siguiendo un modelo educativo en concordancia con las teorías del aprendizaje, teniendo en cuenta los estándares de calidad y de evaluación, así como también, el poder facilitar en la medida posible la comunicación entre el formador y el alumno.

## Características
La plataforma virtual didáctica ostenta por un lado, una serie de características básicas que pueden favorecer el proceso de enseñanza y el aprendizaje colaborativo:
- Ha sido desarrollada específicamente para el ámbito educativo.
- Integra diferentes aplicaciones de Internet.
- No requiere software ni hardware específico por parte del usuario, lo que permite acceder de forma rápida y fácil a través de cualquier navegador.
- Presenta una interfaz web con distintas formas de accesibilidad.
- Tiene como función principal la gestión y administración, la información, distribución, y la comunicación entre instructores y estudiantes en el contexto de variadas situaciones didácticas, utilizando diversos contextos tecnológicos.
- Es de utilidad para que todos los participantes en la acción instructiva, profesor, gestor, tutor y alumnos se comuniquen sin dificultad; ofreciendo para ello, diferentes posibilidades, tanto sincrónicas como asincrónicas de comunicación.

Otras características relevantes son:
- Concentración de contenidos y herramientas para gestionar el proceso de enseñanza-aprendizaje, y automatización del proceso de evaluación.

- Flexibilidad y adaptación a los planes de estudios.

- Fácil acceso: posibilita la conexión a la LMS a través de diferentes dispositivos de manera tanto sincrónica como asincrónica.

- Interactividad y cooperación: el alumno se sitúa en el centro de su propio aprendizaje y realiza trabajos colaborativos a través de foros, chats o videollamadas. Esto permite al alumnado el intercambio de dudas y material didáctico, y al profesorado la realización de un acompañamiento durante el proceso de enseñanza.

- Entorno intuitivo: facilita el acceso a la información y la comunicación alumno-docente y alumno-alumno.

- Integración: las LMS deben estar conectadas con otras aplicaciones y permitir la creación de un entorno autosuficiente que posea las funcionalidades necesarias para crear un ambiente educativo integral, completo y autónomo.

## Herramientas que las componen
Para asegurar el correcto funcionamiento de una plataforma didáctica virtual esta debe contar con una serie de aplicaciones mínimas , agrupadas en:
- LCMS (Learning Content Management System): es la herramienta que permite la gestión y publicación de los contenidos utilizados en el curso.[23]
- LMS (Learning Management System): es el lugar en el que se encuentran y contactan todos los usuarios de la plataforma (alumnos, profesores y personal administrativo). Aquí es donde son presentados los cursos a los usuarios y donde se realiza el seguimiento de los progresos del alumno durante el tiempo que dure la formación.[23]
- Herramientas de comunicación: sirven como colaboración entre docente y alumnado (tanto individual como grupal) para que exista una retroalimentación mutua. Dentro de este tipo de herramientas podemos encontrar herramientas asincrónicas (correo electrónico, foros o programas de edición de texto en colaboración como Google Drive)  y las herramientas sincrónicas (videoconferencias o chats).
- Herramientas de aprendizaje: tienen como objetivo el intercambio del conocimiento y las lecciones mediante espacios dedicados al trabajo en grupo, a la resolución de cuestionarios o a la entrega de documentos y actividades. Asimismo, se pueden crear espacios para resaltar la información más relevante y ayudar a recordar la información de manera visual y accesible.[24]
- Herramientas de gestión de contenidos: permiten al docente transmitir información al alumnado en forma de diferentes tipos de archivos (como por ejemplo: pdf, xls, docx, zip, txt, html…), los cuales pueden estar agrupados en diversas carpetas.
- Herramientas de seguimiento y evaluación: como exámenes, test, cuestionarios, actividades o informes de seguimiento que pueden ser editados por el propio docente para la evaluación del alumnado y de su autoevaluación.
- Herramientas utilizadas para asignar permisos: permiten la gestión de las inscripciones, diferentes permisos de acceso dentro de la plataforma, utilizadas mediante un nombre de usuario y contraseña que previamente estén registrados en dicha herramienta.
- Herramientas que complementan el curso: sistemas para buscar información, portafolio digital, bloc de notas, tablón de anuncios, calendarios, marcadores, ayuda, etc.

Además, existen herramientas que aumentan la funcionalidad de las plataformas. Algunas de estas son: herramientas de autoría de contenidos - como CRODA -, herramientas de autoría de exámenes de corrección automática o repositorios de objeto de aprendizaje.
Además, para que se realice educación eficaz a través de plataformas virtuales se debe partir de los siguientes aspectos importantes:
- Educación integral, los estudiantes son el centro del aprendizaje.

- Educación orientada, se enfatizan en la emoción y la cognición.

- Bajo la eficaz guía del profesor, el alumno es protagonista.

- Los desafíos en el contenido científico hacen que las personas que pueden autodirigir otros conocimientos busquen la eficiencia.

- Educación que responde a las necesidades de motivación interior de los alumnos.

- Educación permanente para que puedan construir sus propios proyectos personales.

Por otro lado, la enseñanza virtual debe basarse en un programa de formación de estudiantes en las siguientes áreas:
- Situación: acorde con la realidad social.

- Experiencia: relacionada con la educación y la docencia institucional.

- Reflexión: experiencia y base docente.

- Acción: la base del saber hacer.

- Evaluación: proceso central y permanente de medición de la calidad de la educación.

## Tipos de plataformas educativas
En función de su coste de adquisición existen tres grandes tipos de plataformas virtuales didácticas:
1. Plataformas comerciales. Son herramientas por las que se paga una cuota de instalación y/o mantenimiento, las cuales se han ido adaptando al ritmo de la innovación social y tecnológica, mejorando y actualizando con versatilidad sus funciones y servicios con el fin de facilitar el seguimiento de los cursos y programas en modalidad virtual y la consecución de sus objetivos.
2. Plataformas de software libre: aquellas plataformas abiertas que permiten el libre consumo de sus recursos, donde el usuario puede acceder, usar, copiar, editar y redistribuir con libertad los contenidos. Este tipo de plataformas se distribuyen bajo licencia GNU General Public License.[29]
3. Plataformas de desarrollo propio: no están pensadas ni para su comercialización ni para distribuirse de forma masiva porque han sido diseñadas a medida para un proyecto determinado, estando totalmente personalizadas a las necesidades educativas y pedagógicas del proyecto en cuestión. Son plataformas que se crean en instituciones concretas o grupos de investigación, con la finalidad de atender a contextos educativos muy específicos, investigar sobre un tema, tener independencia y reducir los costos. La institución que desarrolla una aplicación podrá modificarla cuando sea pertinente, puesto que será su aplicación.

Según su funcionalidad, se diferencian dos tipos de plataformas virtuales didácticas: las de carácter general y las específicas. Las primeras son aquellas que se pueden considerar “pedagógicamente neutras"; es decir, no están encaminadas exclusivamente a la enseñanza de una materia en particular, a la consecución de una competencia concreta o al desarrollo de una función única.

## Criterios para elegir plataforma
La evaluación del proceso de enseñanza-aprendizaje en el e-learning se puede analizar desde varios puntos de vista: socioeconómico, técnico, pedagógico y psicológico.
Desde el punto de vista tecnológico, va a ser determinante elegir la plataforma didáctica más apropiada. Pues no es solo un material didáctico, sino toda una herramienta para el aprendizaje.
Indicadores de calidad que se deben valorar para la elección de la plataforma son: la calidad técnica (solidez de la plataforma, los recursos económicos necesarios para su implementación, la gestión de la seguridad, las tareas de administración), la calidad organizativa y creativa (la organización de los recursos y la funcionalidad), la calidad comunicativa ( comunicación síncrona o asíncrona entre estudiantes y profesorado, la existencia de foros o chats, tablón de anuncios, calendario, clases virtuales, la humanización de la plataforma)y la calidad didáctica (en cuanto a la cantidad y tipos de recursos y su relación con el alumnado).
Especial atención merece el criterio de usabilidad, que engloba algunos elementos como la interacción de plataforma y estudiante, la propuesta estética, la exigencia para el usuario nuevo o la respuesta de la plataforma a las funciones exigidas. Debe ser sencilla para usuarios que no tienen conocimientos técnicos o no están familiarizados con el mundo online, buscando un entorno que, en la medida de lo posible, se parezca a lo que los usuarios ven en la actualidad en la Red. Del mismo modo debería ser adaptable al uso del móvil, que está plenamente integrado en el ámbito de la enseñanza, dando al mobile- learning un papel importante.
Y finalmente, flexible, para cubrir las necesidades presentes y futuras, adaptándose  a escenarios diversos de aprendizaje con alumnado con experiencia diversa en el e-learning.

## Ventajas y desventajas
Las plataformas virtuales didácticas suponen un gran avance en la educación a distancia que ha traído consigo una serie de ventajas con respecto a la educación presencial. Sin embargo, existen, igualmente, una serie de desventajas, algunas de las cuales podrán ir reduciendo su importancia según avancen docente y discente en su control de la plataforma.
Entre las ventajas de las plataformas virtuales educativas se encuentran una formación más adaptada a las necesidades del estudiante, así como la posibilidad de capacitación de las personas con la máxima flexibilidad y costes reducidos. Otras ventajas importantes suponen la facilidad de uso de dichas plataformas, las cuales requieren unos conocimientos básicos de informática para su utilización y el fomento del trabajo colaborativo sin importar el tiempo ni el espacio. Su fácil manejo permite a los usuarios familiarizarse con el uso de las nuevas tecnologías, contribuyendo así al fomento de la competencia digital. Las plataformas virtuales educativas fomentan, igualmente, nuevas formas de interacción, la distribución del material en formato digital, promueven la retroalimentación y facilitan la tutorización, favorecen la creación de comunidades de aprendizaje,  promueven la autonomía del estudiante y facilitan la comunicación síncrona y asíncrona. 
Además, supone un ahorro de papel, facilita la comunicación entre docente y estudiante y se puede disfrutar de escenarios motivadores al poder personalizar la plataforma. Por último, podemos destacar al maestro/a como facilitador o guía del proceso de enseñanza- aprendizaje mientras que el alumno/a es el protagonista de su aprendizaje.
Las desventajas más nombradas son la necesidad por parte del profesorado de poseer unos conocimientos técnicos determinados, así como una importante inversión inicial de tiempo para la creación de materiales y la necesidad de que el estudiante cuente con unos hábitos de estudio consolidados, dotándole, de este modo, de mayor responsabilidad y autonomía. Del mismo modo, constituyen desventajas la falta de socialización del alumnado y la posible sensación de soledad, así como la necesidad de acceso permanente a los medios tecnológicos, lo cual puede suponer un problema en lugares geográficamente apartados.